# Phyllonorycter bascanaula
Phyllonorycter bascanaula là một loài bướm đêm thuộc họ Gracillariidae. Nó được tìm thấy ở Indonesia (Java).
Ấu trùng ăn Mucuna pruriens. Chúng có thể ăn lá nơi chúng làm tổ.